# Fadil Bellaabouss
Fadil Bellaabouss (né le 15 juin 1986 à Belfort) est un athlète français spécialiste du 400 mètres haies.

## Carrière sportive
En 2005, Fadil Bellaabouss remporte la médaille d'or des Championnats d'Europe junior de Kaunas avec le temps de 51 s 31. En 2007, il décroche la médaille d'argent du 400 m haies lors des Championnats d'Europe espoirs de Debrecen en 49 s 58, départagé à l'aide de la photo-finish avec le Britannique David Greene. Quelques jours plus tard, l'athlète français remporte les Championnats de France d'athlétisme de Niort, établissant en 49 s 29 le septième temps européen de l'année, et devançant Naman Keïta, vainqueur des quatre derniers championnats nationaux « élite ». Grâce à ce résultat, Bellaabouss obtient sa sélection pour les Championnats du monde d'Osaka, compétition dans laquelle il est éliminé en demi-finale après avoir amélioré son record personnel avec 49 s 17.

## Palmarès

### Championnats d'Europe espoirs
- Championnats d'Europe espoirs d'athlétisme 2007 à Debrecen :
  -  Médaille d'argent du 400 m haies

### Championnats d'Europe junior
- Championnats d'Europe junior d'athlétisme de 2005 à Kaunas :
  -  Médaille de bronze sur 400 m haies